# Kuća Nazor u Bobovišćima na Moru
Kuća Nazor nalazi se u Bobovišćima na Moru na otoku Braču.

## Opis
Kuća Nazor nalazi se na padini brežuljka Glava pored starog puta za selo Ložišća. Dvorište je ograđeno visokim zidom s monumentalnim lučnim vratima, a na zaglavnom kamenu urezani su inicijali i godina gradnje: A•S•E•N 1817 (Antonio Stefano eredi Nazor 1817). Kuća je prostrana jednokatnica s visokim potkrovljem. Kuća je pokrivena dvostrešnim krovom od kamenih ploča s luminarima, a na polukružnim konzolama uz strehu leži facetirani kameni oluk. Zgrada predstavlja vrijedan primjer stambene građevine s utvrđenim dvorištem s početka 19. stoljeća i prva je kuća obitelji Nazor na Braču nakon doseljenja iz Poljica.

## Zaštita
Pod oznakom Z-4327 zavedena je kao nepokretno kulturno dobro - pojedinačno, pravna statusa zaštićena kulturnog dobra.